# Sono Hanabira ni Kuchizuke wo
Sono Hanabira ni Kuchizuke wo (яп. その花びらにくちづけを Соно ханабира ни кутидзукэ о, «Поцелуй в эти лепестки») — серия игр в жанре «визуальный роман» по тематике юри, разработанные и изданные компаниями Fuguriya, Yurin Yurin и Sei Mikaeru Joshi Gakuen. В 2010 году студия chuchu выпустила короткометражное аниме по мотивам третьей игры.

## Сюжет игр
В играх серии рассказывается о романтических отношениях между девушками, обучающимися в женской академии Святого Михаила. В большинстве игр повествование строится вокруг одной пары девушек, но в также есть и те, в которых рассказывается о нескольких парах.

## Персонажи

### Основная линейка
Нанами Ода (яп. 織田 七海 Ода Нанами). Студент-первогодка, влюблена в Юну Мацубару. Упряма и часто ввязывается в пустяковые споры.
Сэйю: Фуюка Тоиро (1 игра), Юми Харуна (2 игра), Нана Ясака (3 игра), Коноко Таканаси (4 игра).
Юна Мацубара (яп. 松原 優菜 Мацубара Ю:на). Студент-второгодка и председатель студсовета, дочь богатых родителей, тихая умная красавица с мягким характером, обладающая природным даром к занятиям спортом, кумир кампуса, на самом деле довольно избалованная и развращённая.
Сэйю: Поти Утино.
Каэдэ Китадзима (яп. 北嶋 楓 Китадзима Каэдэ). Студент-второгодка, подруга детства Маи Савагути. Талантливая девушка, занимает должность представителя класса. Несмотря на то, что она кроткая и сдержанная по натуре, у нее сильно развито чувство долга, и одноклассники полностью ей доверяют. Она и ее двоюродная сестра Сара — «официально признанная» пара в кампусе.
Сэйю: Надзуна Гогё.
Сара Китадзима (яп. 北嶋 紗良 Китадзима Сара). Студент-второгодка, двоюродная сестра Каэдэ, к которой очень привязана. Обладает миловидной внешностью и может невольно очаровывать окружающих, работает моделью.
Сэйю: Сацуки Ханэсато.
Маи Савагути (яп. 沢口 麻衣 Савагути Маи). Одноклассница Рео, хорошо справляется с учёбой. Выросла в семье с младшими братом и сестрой.
Сэйю: Аяка Идзуми.
Рэо Кавамура (яп. 川村 玲緒 Кавамура Рэо). Студент-второгодка, одноклассница Маи Савагути. Социально некомпетентна, боится незнакомцев, имеет низкий рост, относится к цундэрэ, живёт без родителей.
Сэйю: Хана Андзу.
Руна Хорайсэн (яп. 蓬莱泉 瑠奈 Хорайсэн Руна). Новенькая в школе, влюблена в Такако Суминоэ. Доминантна, обладает характером королевы, говорит и ведет по-взрослому. Раньше жила со своей сестрой, но потом переехала к учительнице.
Сэйю: Кохимэ Уэда.
Такако Суминоэ (яп. 墨廼江 貴子 Суминоэ Такако). Одна из учителей, в детстве была застенчивой юной школьницей. В настоящее время она живет с Руной и пытается научить ее вести чуть менее взросло.
Сэйю: Юи Адзума.
Сидзуку Кирисима (яп. 霧島 雫 Кирисима Сидзуку). Студент-третьегодка, красавица, родилась в семье каллиграфа. Состоит в открытых отношениях с Эрис, бывшей студенткой по обмену, вместе с которой учится в колледже Святого Михаила.
Сэйю: Миэй.
Элис Ситоги (яп. 粢 エリス Ситоги Эрису). Студентка по обмену из России, хорошо владеет японским языком, живет в семье Сидзуку, соперничает с Рэо.
Сэйю: Мио Окава.
Адзуми Риса (яп. 安曇 璃紗 Адзуми Риса). Представительница «снежного» класса и одноклассница Мии, японка только наполовину.
Сэйю: Курой Нэко.
Аясэ Мия (яп. 綾瀬 美夜 Аясэ Мия). Ученица «снежного» класса и одноклассница Ризы. Обладает высоким интеллектом, но испытывает трудности в социальных взаимодействиях и ненавидит общение с людьми, редко проявляет свою мягкость, но когда это делает, то ведет себя несколько робко.
Сэйю: Нэринэ Акимото.
Рикка Синодзаки (яп. 篠崎 六夏 Синодзаки Рикка). Студент-первогодка, не может не вмешаться всякий раз, когда видит, что кто-то попал в беду, что сделало ее чрезвычайно популярной. Выступая в качестве заместителя представителя класса, она с Саюки были признаны лучшей парой. Благодаря своему характеру известна как «Рыцарь Белоснежки».
Сэйю: Мадока Мидорикава.
Саюки Сиракава (яп. 白河 沙雪 Сиракава Саюки). Одноклассница Рикки, красавица, талантливая ученица и спортсменка, состоит в Комитете по охране окружающей среды, имеет прозвище «Белоснежка», происходит из самурайского рода.
Сэйю: Юн Сати
Рэна Хорайсэн (яп. 蓬莱泉 麗奈 Хорайсэн Рэо). Учительница с приятным характером, обладает уважением как преподавателей, так и студентов.
Сэйю: Кё Манадзуру
Директор (яп. 学校長). Нынешний директор школы, его имя не называется.

### Ангельская линейка
Юно Катакура (яп. 片倉 優乃 Катакура Юно). Напористая и чрезмерно заботливая, учится на первом курсе школы медсестер, одноклассница Сацуки и соседка по общежитию, всегда говорит официально, с уважением.
Сэйю: Юка Мэриру.
Сацуки Исигами (яп. 石神 皐 Исигами Сацуки). Отчужденная девушка с мальчишескими наклонностями. Также появляется в новелле Yuririn.
Сэйю: Хана Андзу.
Ринго Айхара (яп. 相原 りんご Айхара Ринго). Учится на первом курсе школы медсестер, дружит и живёт с Тиаки, которая восхищалась ею с детства.
Сэйю: Сиори Хонно
Тиаки Такао (яп. 高尾 千秋 Такао Тиаки). Медсестра, работающая в отделении желудочно-кишечной хирургии больницы общего профиля Святого Михаила.
Сэйю: Коко Итиносэ
Акира Инатори (яп. 稲取 晶 Инатори Акира)
Сэйю: Судзунэ Асао
Наруми Хикава (яп. 氷川 成美 Хикава Наруми)
Сэйю: Хикари Хосино

### Новое поколение
Ая Кимисима (яп. 君島 亜弥 Кимисима Ая). Ученица второго класса средней школы, перешедшая из государственной школы, она и Ай — близняшки, но были разлучены при рождении и встретились всего за полгода до начала основного сюжета. Имеет романтические чувства к своей сестре Ай, но боится, что ее родителеи не одобрят «неправильные» отношения.
Сэйю: Юки Кондо
Ай Кимисима (яп. 君島 藍 Кимисима Ай). Хоть с виду она кроткая, но на самом деле у неё очень своенравный и инфантильный характер, в прошлом была отличницей.
Сэйю: Нао Цубакино
Хадзуки Онохара (яп. 大野原 町葉月 Онохара Хадзуки). Неуклюжая ученица, не делает попыток скрыть своё незнатное происхождение, иногда делает глупые выражения лица и слишком поздно их замечает, всеобщая любимица, влюблена в Манами.
Сэйю: Сатору Танака
Манами Суо (яп. 蘇枋 愛実 Суо Манами). Девочка с аурой грации и утонченности. Ее истинная личность проявляется в образе интернет-айдола «Мана» (マナ), в котором она предстает жестокой и дерзкой, любит Хазуки.
Сэйю: Сина Аманэ
Нагиса Мисава (яп. 三澤 渚 Мисава Нагиса). Звезда школьной команды по легкой атлетике, подруга детства Рины.
Сэйю: Итика Микадзуки
Рина Такахата (яп. 高幡 莉菜 Такахата Рина). Напористая девушка, испытывающая особую привязанность к своей подруге детства Нагисе, всегда пытается с ней флиртовать.
Сэйю: Аясэ Томари

### Hanahira!
Каори Ханэмура (яп. 羽村 佳織 Ханэмура Каори). Цундэрэ, живет по соседству с Амане, очень ответственная и прямолинейная, хорошо справляется с ролью цуккоми.
Сэйю: Эри Китамура
Кохару Уодзуми (яп. 魚住 小春 Уодзуми Кохару). Тихая и невинная, восхищается Макото, замечательно готовит и занимается домоводством.
Сэйю: Миса Токусима
Макото Тодо (яп. (藤堂 真琴 Тодо Макото). Сдержанная девушка, мечтающая об отношениях с Макото.
Сэйю: Мами Утида
Аманэ Юки (яп. 結城 あまね Юки Аманэ). Полная противоположность Каори, легкомысленная, живая, пристает к ней при каждом удобном случае, ленивая. Плоха учебе и приготовлении пищи, ночами играет в игры.
Сэйю: Юи Сакакибара

## Сюжет аниме
Аниме начинается с эротической сцены, где Маи Савагути и Рэо Кавамура занимаются сексом, на следующий день Рэо заболевает. Рэо скучает по Маи и хочет быть рядом с ней. Позже приходит Маи и говорит Рэо, что она ушла пораньше из школы и будет весь день со своим дорогим человеком. Рэо вспоминает вчерашний день, когда она призналась Май в любви, и та ответила взаимностью. Затем Маи моет тело Рэо и просит её заняться с ней сексом. Рэо поначалу не соглашается, боясь заразить любимую своей болезнью, но потом решается на это. На следующий день Маи заражается болезнью Рэо, а сама Рэо уже выздоровела и отправляется в школу. Пройдя часть пути, Рэо возвращается к Маи и говорит, что всегда будет рядом с ней и никогда её не оставит. Тронутая этими словами, Май светится от счастья, и девушки целуются.

## Игры

### Основная линейка
В этой линейке рассказывается о парах в женской школе Святого Михаила, дизайн выполнен в розовом цвете.
| No. | Название | Couple(s)                                                                          | Дата премьеры       |
| --- | --- | ---------------------------------------------------------------------------------- | ------------------- |
| 1 | «A Kiss for the Petals» «Sono Hanabira ni Kuchizuke wo» (ориг..: その花びらにくちづけを)                        | Yūna × Nanami                                                                      | JP ноябрь 25, 2006  |
| В первый день в школе Нанами Ода попадает в аварию, в результате которой ей на помощь приходит старшеклассница из ее школы. После встречи с Юной Мацубарой Нанами просто не может перестать думать о ней и позже решает присоединиться к студенческому совету. Позже Нанами замечает, что Юна делает что-то очень странное, выкрикивая имя Нанами. | |                                                                                    |                     |
| 2 | «My Dear Prince» «Watashi no Ouji-sama» (ориг..: わたしの王子さま)                                              | Sara × Kaede                                                                       | JP июнь 8, 2007     |
| Каэде Китадзима сталкивается со своей кузиной Сарой и внезапно обнаруживает, что разделяет страстный поцелуй, что видят многие зрители. Поскольку Каэде предпочитает выделяться, она инстинктивно ведет себя холодно по отношению к Саре, то есть до тех пор, пока они не оказываются одни. | |                                                                                    |                     |
| 3 | «Joined in Love with You» «Anata to Koibito Tsunagi» (ориг..: あなたと恋人つなぎ)                               | Mai × Reo                                                                          | JP август 3, 2007   |
| Май Савагути изо всех сил старается ладить с Рео. Однако, поскольку они оба упрямы, они всегда ссорятся. | |                                                                                    |                     |
| 4 | «The Beloved Photograph» «Itoshisa no Fotogurafu» (ориг..: 愛しさのフォトグラフ)                                | Sara × Kaede                                                                       | JP июнь 20, 2008    |
| Каэде все еще ненавидит выделяться, хотя у Сары перерыв в работе закончился. Блуждая по школе, Сара внезапно теряет равновесие, но хуже всего то, что член школьного бумажного клуба сделал снимок. После того, как ученики Микадзё увидели фотографию, поклонники Каэде снова наполнились толпой, оставив Сару в сожалении, как и в прошлый раз. Снова признавшись в любви, Каэде пригласила Сару на свидание, и они пошли на свидание. В эпилоге Каэде и Сара показаны в свадебных платьях (через 10 лет).                                                                  | |                                                                                    |                     |
| 5 | «The Joy of Loving You» «Anata o Suki na Shiawase» (ориг..: あなたを好きな幸せ)                                 | Mai × Reo                                                                          | JP август 8, 2008   |
| Пока Рео проваливает уроки, Май помогает ей получить проходной балл. Чтобы вознаградить Рео за прохождение викторины, Май соглашается пойти с ней на свидание. Однажды во время урока Рео вызывают в школьный офис, и он возвращается, ведя себя странно. После долгих беспокойств и расследований Май до сих пор не знает, что произошло. Это приводит к ссоре между Рео и Май, потому что Май чувствует, что Рео недостаточно доверяет ей, чтобы поделиться своими проблемами. В конце концов они помирились и признались друг другу в любви.                               | |                                                                                    |                     |
| 6 | «A Kiss Whispered to the Lips» «Kuchibiru to Kiss de Tsubuyaite» (ориг..: 唇とキスで呟いて)                     | Yūna × Nanami                                                                      | JP декабрь 19, 2008 |
| Роман Нанами с одним из школьных кумиров Юной остается тайной. Однако им трудно скрыть от всех свои истинные чувства. | |                                                                                    |                     |
| 7 | «I Want Your Sweet Enchanting Kisses» «Amakute Hoshikute Torokeru Chū» (ориг..: あまくてほしくてとろけるちゅう) | Runa × Takako                                                                      | JP декабрь 15, 2009 |
| В этой игре представлена новая пара: Такако Суминоэ, молодая и еще неопытная учительница начального отделения Академии Святого Михаила, и один из ее учеников, отважный одзё-сама Руна Хорайсен. | |                                                                                    |                     |
| 8 | «Dyed with an Angel's Petals» «Tenshi no Hanabira Zome» (ориг..: 天使の花びら染め)                              | Eris × Shizuku                                                                     | JP февраль 26, 2010 |
| В то время как представитель класса Шизуку Киришима берет студентку по обмену Эрис Ситоги под свое крыло, искра любви поселяется в ее сердце. Однако Шизуку считает, что ее ворчливый характер сказался на плохой стороне ее возлюбленного. | |                                                                                    |                     |
| 9 | «Sweet Grown-up Kisses» «Amakute Otona no Torokeru Chū» (ориг..: あまくておとなのとろけるちゅう)                | Runa × Takako                                                                      | JP декабрь 17, 2010 |
| Первое свидание Такако Суминоэ и Руны Хорайсен. | |                                                                                    |                     |
| 10 | «Lily Platinum» «Riri.Purachinamu» (ориг..: リリ・プラチナム)                                                   | Eris × Shizuku                                                                     | JP ноябрь 25, 2011  |
| Студенты создают фан-клуб, посвященный Эрис, под названием «Лилия Платинум». | |                                                                                    |                     |
| 11 | «Maidens of Michael» «Mikaeru no Otome-tachi» (ориг..: ミカエルの乙女たち)                                      | Risa × Miya, Yūna × Nanami, Sara × Kaede, Mai × Reo, Eris × Shizuku, Runa × Takako | JP ноябрь 30, 2012  |
| Риса Азуми вступает в драку с классной нарушительницей спокойствия Мией Аясэ. В то время как давние пары и спонтанные интрижки кокетливо продолжали, вся школа гудит от волнения по поводу опроса «Лучшая пара Святого Михаила», проводимого студентами-добровольцами. Смирившись с капризами старшей школы, они оба решили с этим согласиться. | |                                                                                    |                     |
| 12 | «Lovers of the Atelier» «Atorie no Koibito-tachi» (ориг..: アトリエの恋人たち)                                  | Risa × Miya                                                                        | JP март 29, 2013    |
| Улеглась пыль от шумных мероприятий Лучшей пары, и Риса вернулась к своей непринужденной повседневной жизни. Хотя Мия продолжает выставлять напоказ свои хронические прогулы в лицо Рисе, их дни полны радости. Они снова проводят время на чердаке старого школьного здания, в секретном известном только им ателье. Риса просит Мию рассказать ей историю о том, как она обнаружила это место. | |                                                                                    |                     |
| 13 | «Snow White's Knight» «Shirayuki no Kishi» (ориг..: 白雪の騎士)                                                 | Rikka x Sayuki, Risa × Miya, Yūna × Nanami, Sara × Kaede, Mai × Reo                | JP декабрь 20, 2013 |
| Риса, которая сейчас учится на втором курсе средней школы, слышала в кампусе, что новые первокурсники с нетерпением ждут опроса «Лучшие пары». Риса была выбрана лучшей парой вместе с Мией из-за недопонимания с одноклассниками. Хотя поначалу она отвергла это, теперь они влюблены друг в друга и проводят дни вместе. Первокурсниками этого года являются Саюки Сиракава, талантливая ученая и спортсменка, которую называют «Идеальной леди», вместе с Риккой Шинозаки, девушкой, которая вскоре после поступления установила национальный рекорд в беге на 100 метров. | |                                                                                    |                     |
| 14 | «My Sworn Love for You» «Anata ni Chikau Ai» (ориг..: あなたに誓う愛)                                           | Eris × Shizuku                                                                     | JP май 31, 2014     |
| 15 | «Remembering How We Met» «Deatta Koro no Omoide ni» (ориг..: 出会った頃の思い出に)                              | Risa × Miya                                                                        | март 13, 2015 NA    |
| Риса и Мия вспоминают, как они впервые встретились и какими они были до того, как стали парой. | |                                                                                    |                     |
| 16 | «The Day we First Met» «Hajimete Deatta Ano Hi Kara» (ориг..: 初めて出逢ったあの日から)                         | Risa × Miya                                                                        | JP октябрь 28, 2016 |
| Этот эпизод представляет собой версию «Вспоминая, как мы встретились» для Windows с добавленными сценами H. | |                                                                                    |                     |

### Tenshi-линейка
Эта линейка новелл рассказывает о больнице Святого Михаила, дизайн выполнен в голубом цвете.
| No. | Название                                                                     | Couple(s)      | Дата премьеры      |
| --- | ---------------------------------------------------------------------------- | -------------- | ------------------ |
| 1 | «The Angel's Longing» «Tenshi no Akogare» (ориг..: 天使のあこがれ)           | Chiaki x Ringo | JP май 31, 2013    |
| Ринго Айхара, первокурсница школы медсестер, решила поселиться в комнате с Чиаки Такао, старым другом семьи. Однако, как только они действительно начинают жить вместе, Ринго понимает, что Чиаки гораздо хуже заботится о себе, чем она себе представляла, и в то же время является очень ласковым человеком.                                                                             |                                                                              |                |                    |
| 2 | «The Angels' Spring Love» «Tenshi-tachi no Harukoi» (ориг..: 天使たちの春恋) | Yūno x Satsuki | JP август 31, 2013 |
| Юно только что поступила в школу медсестер и очень хотела присмотреть за своим одноклассником/соседкой по комнате Сацуки. Сацуки поступила в школу медсестер с высшими оценками, но она не очень хорошо разбиралась в своем окружении и совершенно не умела обходиться самостоятельно. С тех пор Юно проводила свои дни в роли опытной девочки постарше, заботящейся о неумелой юной леди. |                                                                              |                |                    |
| 3 | «The Angels' Promise» «Tenshi-tachi no Yaksoku» (ориг..: 天使たちの約束)     | Narumi x Akira | JP март 28, 2014   |

### Новое поколение
Рассказывается о школьной пристройке, дизайн выполнен в зелёном цвете.
| No. | Название                                                                             | Couple(s)                                | Дата премьеры       |
| --- | ------------------------------------------------------------------------------------ | ---------------------------------------- | ------------------- |
| 1   | «The New Generation!» «Nyū Jene!» (ориг..: にゅーじぇね！)                           | Rina × Nagisa, Ai × Aya, Hazuki × Manami | июнь 26, 2015 NA    |
| 2   | «Revolution! Rinagisa» «Reboryūshon! Rinagisa» (ориг..: れぼりゅーしょん！ りなぎさ) | Rina x Nagisa                            | JP декабрь 25, 2015 |

### Прочиеспин-оффы
| No. | Название                           | Couple(s)                              | Дата премьеры        |
| --- | ---------------------------------- | -------------------------------------- | -------------------- |
| 1 | «Hanahira!» (ориг..: はなひらっ！) | Kaori x Amane, Makoto x Koharu         | JP сентябрь 25, 2010 |
| Создан для более широкой аудитории. Действие этой игры происходит отдельно от основной серии и серии «Ангелы», и в ней представлены четыре совершенно новых персонажа. |                                    |                                        |                      |
| 2 | «Yuririn» (ориг..: ゆりりん)       | Risa x Miya, Mai x Reo, Rikka x Sayuki | JP ноябрь 20, 2015   |

## Прочие медиа

### Лайт-новеллы
Серия лайт-новелл за авторством Синичиро Сато и с иллюстрациями Peko публикуется издательством Luminosity. Первый том был выпущен 19 августа 2007 года, всего было выпущено четырнадцать томов.
| No. | Названия                                                            | Главные героини | Дата премьеры     |
| --- | ------------------------------------------------------------------- | --------------- | ----------------- |
| 1   | Christmas for the Two of Us (яп. 二人のクリスマス)                  | Нанами, Юна     | December 31, 2006 |
| 2   | Vacation for the Two of Us (яп. 二人のバカンス)                     | Каэдэ, Сара     | August 19, 2007   |
| 3   | Summer for the Two of Us (яп. 二人の熱い夏)                         | Май, Рэо        | August 19, 2007   |
| 4   | Valentines for the Two of Us (яп. 二人のバレンタイン)               | Нанами, Юна     | December 22, 2007 |
| 5   | The Curtain Call Never Ends (яп. カーテンコールは終わらない)        | Каэдэ, Сара     | August 8, 2008    |
| 6   | One More Lovers Kiss (яп. 愛のキスをもういちど)                     | Май, Рэо        | February 20, 2009 |
|     | Extra Story (яп. 番外総集編)                                        | Нанами, Юна     | August 7, 2009    |
| 7   | Bewitching Kiss on the Southern Island! (яп. 南の島であまとろちゅ!) | Такако, Руна    | December 25, 2009 |
| 8   | A Valentine Rhapsody (яп. バレンタイン狂騒曲)                       | Эрис, Сидзуку   | February 26, 2010 |
| 9   | Tight Summer Squeeze! (яп. 夏をぎゅっとね!)                         | Май, Рэо        | August 14, 2010   |
| 10  | Couple's Goal Tape! (яп. 二人のゴールテープ!)                       | Такако, Руна    | December 17, 2010 |
| 11  | Wrapped In Your Warmth (яп. ぬくもりに包まれて)                     | Эрис, Сидзуку   | December 10, 2011 |
|     | Extra Story 2 (яп. 番外総集編 2)                                    | Каэдэ, Сара     | June 24, 2011     |
| 12  | Spring Splash (яп. スプリング・スプラッシュ)                        | Риса, Мия       | December 31, 2012 |

### Drama CDs
22 декабря 2007 года были опубликованы три CD-драмы, содержащие истории с персонажами из первых шести игр.
| No. | Title                                                                                          | Couple(s)      | Original release date |
| --- | ---------------------------------------------------------------------------------------------- | -------------- | --------------------- |
| 1   | Eternal Blissful Kiss (ずっと幸せなキス Zutto Shiawase na Kiss)                                | Yūna × Nanami  | December 31, 2007     |
| 2   | Kaede-chan Super Mode (楓ちゃんスーパーモード Kaede-chan Super Mode)                           | Sara × Kaede   | February 20, 2009     |
| 3   | Eternal Summer with You (ずっといっしょの夏 Zutto Issho no Natsu)                              | Mai × Reo      | August 13, 2009       |
| 4   | Dream-like Days (夢のような日々 Yume no you na Hibi)                                           | Yūna × Nanami  | December 17, 2010     |
| 5   | Diary of a Live-in Girlfriend (通い妻だいありぃ Kayoizuma Diary)                               | Mai × Reo      | December 30, 2011     |
| 6   | Kaede-chan's Newlywed Cooking (楓ちゃんの新妻クッキング Kaede-chan no Niizuma Kukkingu)        | Sara × Kaede   | August 10, 2012       |
| 7   | A Cozy Spring Vacation (いちゃラブ春休み Icha Rabu Haru Yasumi)                                | Risa × Miya    | December 28, 2012     |
| 8   | Reo's Days of Decadent Reward (玲緒のわがままご褒美デイズ Reo no Wagamama Gohoubi Deizu)       | Mai × Reo      | December 28, 2012     |
| 9   | Risa's Golden Vacation (璃紗のゴールデンバケーション Risa no Gooruden Bakeeshon)               | Risa × Miya    | May 26, 2013          |
| 10  | Our Life on Campus (ふたりのキャンパスライフ Futari no Campus Life)                            | Eris × Shizuku | August 10, 2013       |
| 11  | Dark-haired Lovers (黒髪の恋人 Kurokami no Koibito)                                            | Mai × Reo      | August 9, 2013        |
| 12  | The Season of Hydrangeas (あじさいの季節 Ajisai no Kisetsu)                                    | Chiaki x Ringo | August 9, 2013        |
| 13  | Our Private Morning Straight from a Movie (映画みたいな二人の朝 Eiga Mitai na Futari no Asa)   | Risa × Miya    | December 31, 2013     |
| 14  | Kitten Love (仔猫な恋人 Koneko na Koibito)                                                     | Rikka x Sayuki | December 31, 2013     |
| 15  | It's Just Like Being in a Long Dream (それはまるで長い夢 Sore wa Maru de Nagai Yume)           | Yūno x Satsuki | April 28, 2014        |
| 16  | With You 'Till Morning (朝まで、ずっと Asa Made, Zutto)                                        | Eris × Shizuku | August 16, 2014       |
| 17  | My Darling Lover (可愛い私の恋人 Kawaii Watashi no Koibito)                                    | Runa × Takako  | August 16, 2014       |
| 18  | Christmas, Three Days Late (３日おくれのクリスマス San Nichi Okure no Kurisumasu)              | Mai × Reo      | December 30, 2014     |
| 19  | The Angels' Date Night (天使たちの恋人デート Tenshi-tachi no Koibito Deeto)                    | Narumi x Akira | March 27, 2015        |
| 20  | My Extraordinary Lover (ワタシの素敵な恋人 Watashi no Suteki na Koibito)                       | Rikka x Sayuki | August 16, 2015       |
| 21  | Happiness☆Sweets (幸せ☆スイーツ Shiawase☆Suiitsu)                                              | Ai × Aya       | August 16, 2015       |
| 22  | The Spoiled Princess and the Snow Prince (甘え姫と雪の王子さま Amae Hime to Yuki no Ouji-sama) | Sara × Kaede   | December 31, 2015     |
| 23  | A Kiss Heralds Happiness (幸せの訪れるキス Shiawase no Otozureru)                              | Rina x Nagisa  | December 31, 2015     |
| 24  | Remember Our Love Again (愛の記憶をもういちど Ai no Kioku wo Mou Ichido)                       | Risa × Miya    | October 14, 2016      |
| 25  | Making Up Like Never Before (かつてない仲なおり Katsutenai Naka Naori)                         | Mai × Reo      | January 4, 2017       |